# Hayley Tullett
Hayley Tullett née Parry est une athlète anglaise spécialiste du demi-fond née le 17 février 1973 à Swansea. Elle est mariée au perchiste Ian Tullett.

## Carrière

### Palmarès
| Date | Compétition            | Lieu       | Épreuve      | Résultat |
| ---- | ---------------------- | ---------- | ------------ | -------- |
| 2002 | Jeux du Commonwealth   | Manchester | 1 500 mètres | 2e       |
| 2003 | Championnats du monde  | Paris      | 1 500 mètres | 3e       |
| 2003 | Finale de l'athlétisme | Monaco     | 1 500 mètres | 3e       |
| 2006 | Jeux du Commonwealth   | Melbourne  | 1 500 mètres | 3e       |

### Records
| Épreuve      | Performance   | Lieu         | Date            |
| ------------ | ------------- | ------------ | --------------- |
| 400 mètres   | 55 s 6        | Inconnu      | 1997            |
| 800 mètres   | 2 min 00 s 49 | Madrid       | 19 juillet 2003 |
| 1 500 mètres | 3 min 59 s 95 | Paris        | 31 août 2003    |
| Mile         | 4 min 48 s 88 | Inconnu      | 1995            |
| 3 000 mètres | 8 min 45 s 39 | Gateshead    | 15 juillet 2000 |
| 2 Miles      | 9 min 49 s 73 | Loughborough | 23 mai 1999     |